# Oncorhynchus mykiss aquilarum
Oncorhynchus mykiss aquilarum es una subespecie de pez del género Oncorhynchus.

## Descripción
Presenta una banda horizontal rosada, aletas con bordes blancos y manchas irregulares en todo el cuerpo, que se vuelven menos abundantes hacia el vientre. Su gran cola cuadrada, ojos grandes y un cuerpo voluminoso le otorgan una ventaja depredadora en el lago. En promedio, mide unos 45 cm de longitud y pesa 900 g, pero se han encontrado ejemplares de hasta 71 cm y 4,5 kg. Las truchas arcoíris del lago Eagle son invertívoras y piscívoras. De jóvenes se alimentan principalmente de sanguijuelas, anfípodos y zooplancton. Al madurar, consumen peces Gila bicolor.

## Historia de conservación
Desova en Pine Creek, el arroyo que desemboca en el lago Eagle desde la orilla oeste. En las décadas de 1930 y 1940, la población de trucha del lago Eagle sufrió un descenso masivo debido a los bajos niveles de agua, la degradación del hábitat y la sobrepesca. Para la década de 1950, con el fin de reponer la población de trucha, se instaló una presa en Pine Creek que capturaba a las truchas durante la migración de desove. Se crio en criaderos estatales de California y finalmente fue liberada en el lago Eagle. En 2012, la presa se modificó y ahora permite que la trucha acceda parcialmente a Pine Creek para su reproducción natural.
El programa de criaderos de Crystal Lake libera alrededor de 200 000 peces en Eagle Lake cada año. Aun así, la conservación moderna se centra en el desarrollo de una población autoperpetuante. Las iniciativas incluyen la creación de zonas libres de ganado, la eliminación de especies invasoras y la eliminación de las alcantarillas que desvían el curso de Pine Creek. Se han descubierto truchas arcoíris jóvenes desovadas naturalmente en Eagle Lake, lo que representa un gran éxito para los conservacionistas de truchas de Eagle Lake.